# Manuel Domínguez Sánchez

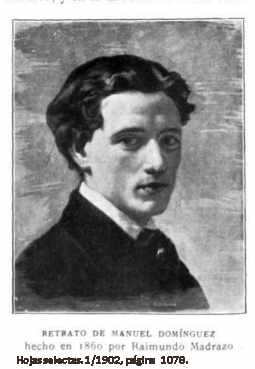
Manuel Domínguez Sánchez

Manuel Domínguez Sánchez (* 1840 in Madrid; † 1906 in Cuenca) war ein spanischer Maler und Illustrator.
Domínguez Sánchez studierte an der Academia de Bellas Artes de San Fernando in Madrid und setzte seine Ausbildung ab 1864 in Rom fort. Seine frühen Werke wie La surrección de la hija de Jairo standen unter dem Einfluss der Nazarener. Für Margarita ante el espejo, ein Porträt der literarischen Gestalt aus Goethes Faust erhielt er bei der Exposicion Nacional de Bellas Artes 1868 die Tercera Medalla, 1871 wurde La muerte de Séneca mit dem Ersten Preis ausgezeichnet.
Als Historienmaler wandte er sich später dekorativen Bildzyklen zu. Ein Werk dieser Art, in Zusammenarbeit mit Alejandro Ferrant y Fischermans entstanden, findet sich in der Basilika San Francisco el Grande in Madrid. Im Besitz des Museo del Prado befinden sich
neben Margarita ante el espejo u. a. Un episodio de la vida de san Francisco de Asís, ebenfalls in Zusammenarbeit mit Ferrant, und ein eigenes Gemälde Dominguez' mit gleichem Titel.

## Werke
- La surrección de la hija de Jairo
- Apunte de jardín
- La marquesa de Amboage, 1899
- Escena en un parque
- Una manola
- Retrato de don Antonio del Val
- La muerte de Séneca
- Margarita delante del espejo
- Retrato de doña Concha Castelar

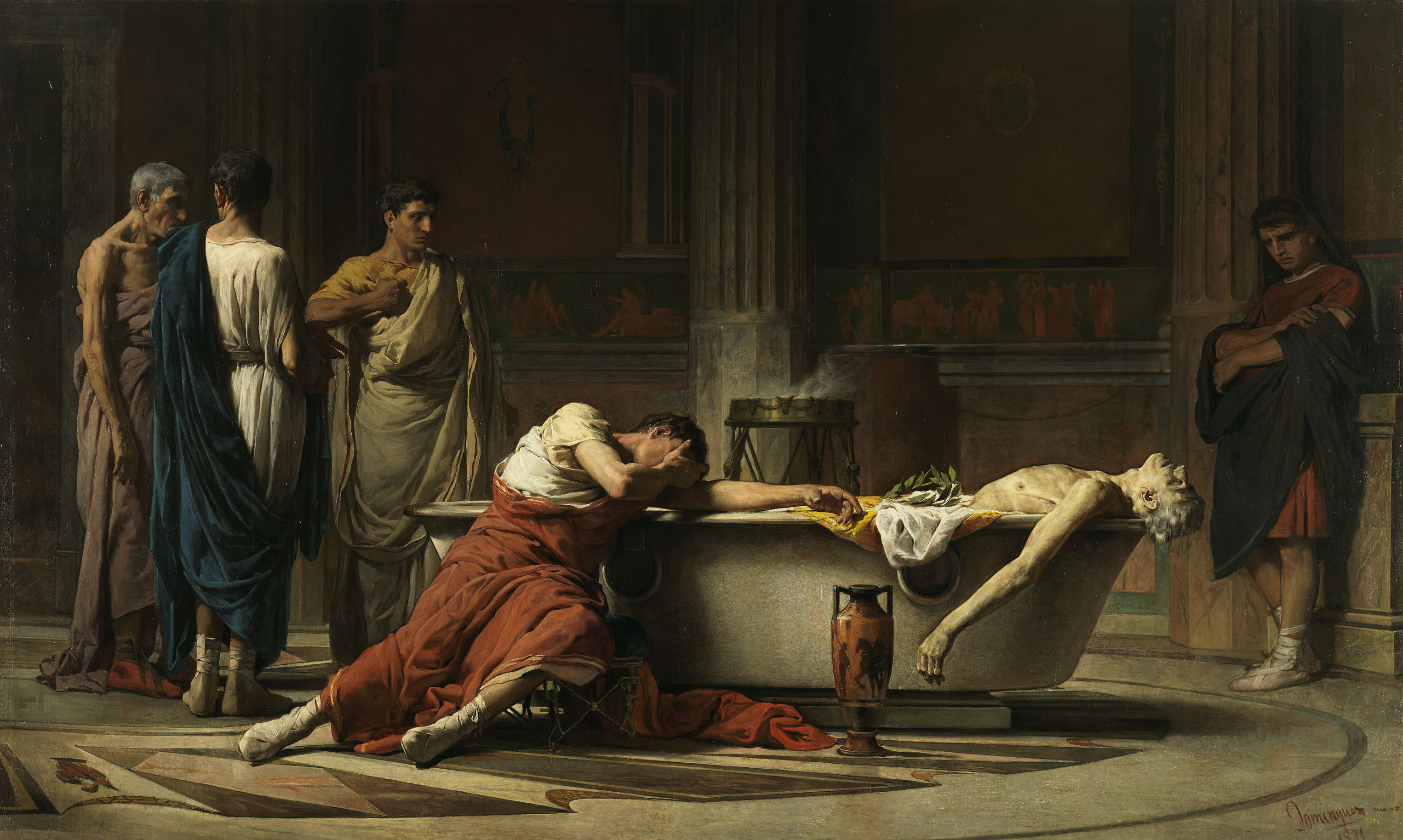
La muerte de Séneca

- Un episodio de la vida de san Francisco de Asís (mit Aljandro Ferrant)
- Un episodio de la vida de san Francisco de Asís